# Sunshine (OneRepublic)
Sunshine è un singolo del gruppo musicale statunitense OneRepublic, pubblicato il 10 novembre 2021 come primo estratto dal sesto album in studio Artificial Paradise. È incluso nella colonna sonora del film della Paramount Pictures Clifford the Big Red Dog.

## Descrizione
Il brano è stato scritto da Ryan Tedder, Brent Kutzle, Tyler Spry e John Nathaniel e prodotto dai primi tre. Il 31 dicembre 2021 è stato pubblicato The Sunshine EP, contenente due remix e una versione acustica del brano.

## Classifiche

### Classifiche settimanali
| Classifica (2021-22) | Posizione massima |
| -------------------- | ----------------- |
| Austria              | 36                |
| Belgio (Fiandre)     | 25                |
| Belgio (Vallonia)    | 25                |
| Germania             | 63                |
| Norvegia             | 40                |
| Paesi Bassi          | 29                |
| Repubblica Ceca      | 31                |
| Slovacchia           | 84                |
| Svezia               | 72                |
| Svizzera             | 14                |

### Classifiche di fine anno
| Classifica (2022) | Posizione |
| ----------------- | --------- |
| Belgio (Fiandre)  | 62        |
| Belgio (Vallonia) | 100       |
| Paesi Bassi       | 79        |
| Svizzera          | 44        |